# デュプレ級駆逐艦
| デュプレ級駆逐艦 (T-53型) | デュプレ級駆逐艦 (T-53型)           | デュプレ級駆逐艦 (T-53型)          |
| ------------------------- | ----------------------------------- | ---------------------------------- |
|                           |                                     |                                    |
| 艦級概観                  |                                     |                                    |
| 艦種                      | 艦隊護衛艦（Escorteurs d'escadre）  | 艦隊護衛艦（Escorteurs d'escadre） |
| 就役期間                  | 1957年～1992年                      | 1957年～1992年                     |
| 前級                      | シュルクーフ級 (T-47型)             | シュルクーフ級 (T-47型)            |
| 準同型艦                  | ラ・ガリソニエール (T-56型)         | ラ・ガリソニエール (T-56型)        |
| 次級                      | アコニト (C-65型)                   | アコニト (C-65型)                  |
| 性能諸元                  |                                     |                                    |
| 排水量                    | 基準: 2,750トン                     | 基準: 2,750トン                    |
| 排水量                    | 満載: 3,740トン                     |                                    |
| 全長                      | 128.6m                              | 128.6m                             |
| 全幅                      | 12.7m                               | 12.7m                              |
| 吃水                      | 5.4m                                | 5.4m                               |
| 機関                      | ボイラー (35kgf/cm2, 385℃)          | 4缶                                |
| 機関                      | 蒸気タービン (31,500 shp)           | 2基                                |
| 機関                      | スクリュープロペラ                  | 2軸                                |
| 速力                      | 34ノット                            | 34ノット                           |
| 航続距離                  | 5,000海里（18ノット巡航時）         | 5,000海里（18ノット巡航時）        |
| 乗員                      | 347人                               | 347人                              |
| 兵装                      | Mle.48 54口径127mm連装砲            | 3基                                |
| 兵装                      | Mle.51 60口径57mm連装砲             | 3基                                |
| 兵装                      | 20mm単装機銃                        | 2/4基                              |
| 兵装                      | Mle.54 6連装375mm対潜ロケット発射機 | 1基                                |
| 兵装                      | 3連装550mm魚雷発射管                | 2基                                |
| レーダー                  | DRBV-22A 対空捜索用                 | 1基                                |
| レーダー                  | DRBV-30 航法用                      | 1基                                |
| レーダー                  | DRBC-11 (127mm砲射撃指揮用)         | 1基                                |
| レーダー                  | DRBC-30 (57mm砲射撃指揮用)          | 1基                                |
| ソナー                    | DUBV-1B 捜索用                      | 1基                                |
| ソナー                    | DUBA-1B 攻撃用                      | 1基                                |

デュプレ級駆逐艦（フランス語: Escorteurs d'escadre de la Classe Duperré）は、フランス海軍の駆逐艦の艦級。計画艦型番号はT-53。1953年度計画より建造に着手し、5隻が建造された。

## 設計
本級はシュルクーフ級 (T-47型)の発展型であり、船体と機関はほぼ踏襲されている。一方、対空監視機能と航空管制機能を向上するなど、装備面では強化された。これに伴って、前檣上の対空捜索レーダーはDRBV-22Aに更新された。これはアメリカのAN/SPS-6をもとに開発されており、Lバンド、出力2,000キロワットの2次元レーダーであり、最大探知距離は70 nmi (130 km)とされていた。
また対潜兵器も強化されている。T-47型では対水上用の550mm魚雷発射管に対潜誘導魚雷の運用能力を付与することで対潜任務を兼ねていたのに対し、本級では初めての対潜前投兵器として、Modèle 54 6連装375mm対潜ロケット発射機が装備化されている。これはスウェーデンのボフォース社製の4連装砲を元に独自開発したものであった。
砲熕兵器はT-47型の構成が踏襲されており、主砲としてはModèle 1948 54口径127mm連装砲を艦首甲板に1基、艦尾甲板および上部構造物上に背負式に1基ずつ、また高角砲としてはModèle 1951 60口径57mm連装砲を艦橋直前と中部上構上両舷に1基ずつと、いずれも3基ずつ搭載している。
なお、ネームシップは1967年に試験艦に艦種変更（ペナント・ナンバーもA 633に変更）し、大型の可変深度ソナーを搭載した。その後、1972年から1974年にかけて、さらに対潜指揮艦としての改修が行われた。従来の砲熕兵器は全て一旦撤去され、主砲はMle.53 100mm単装砲1基に変更された。またエグゾセMM38艦対艦ミサイルおよび固定式の対潜魚雷発射管が搭載されたほか、マラフォン対潜ミサイルの発射機とバーターに、ヘリコプター甲板と哨戒ヘリコプター1機分のハンガーが設置された。

## 配備
| #     | 艦名                          | 起工       | 就役       | 除籍   |
| ----- | ----------------------------- | ---------- | ---------- | ------ |
| D 633 | デュプレ Duperré              | 1954年11月 | 1957年10月 | 1992年 |
| D 634 | ラ・ブールドネ La Bourdonnais | 1954年 8月 | 1958年 3月 | 1976年 |
| D 635 | フォルバン Forbin             | 1954年 8月 | 1958年 2月 | 1981年 |
| D 636 | タルテュ Tartu                | 1954年11月 | 1958年 2月 | 1979年 |
| D 637 | ジョーレギベリ Jauréguiberry  | 1954年 9月 | 1958年 7月 | 1977年 |